# Antônio dos Santos Cabral

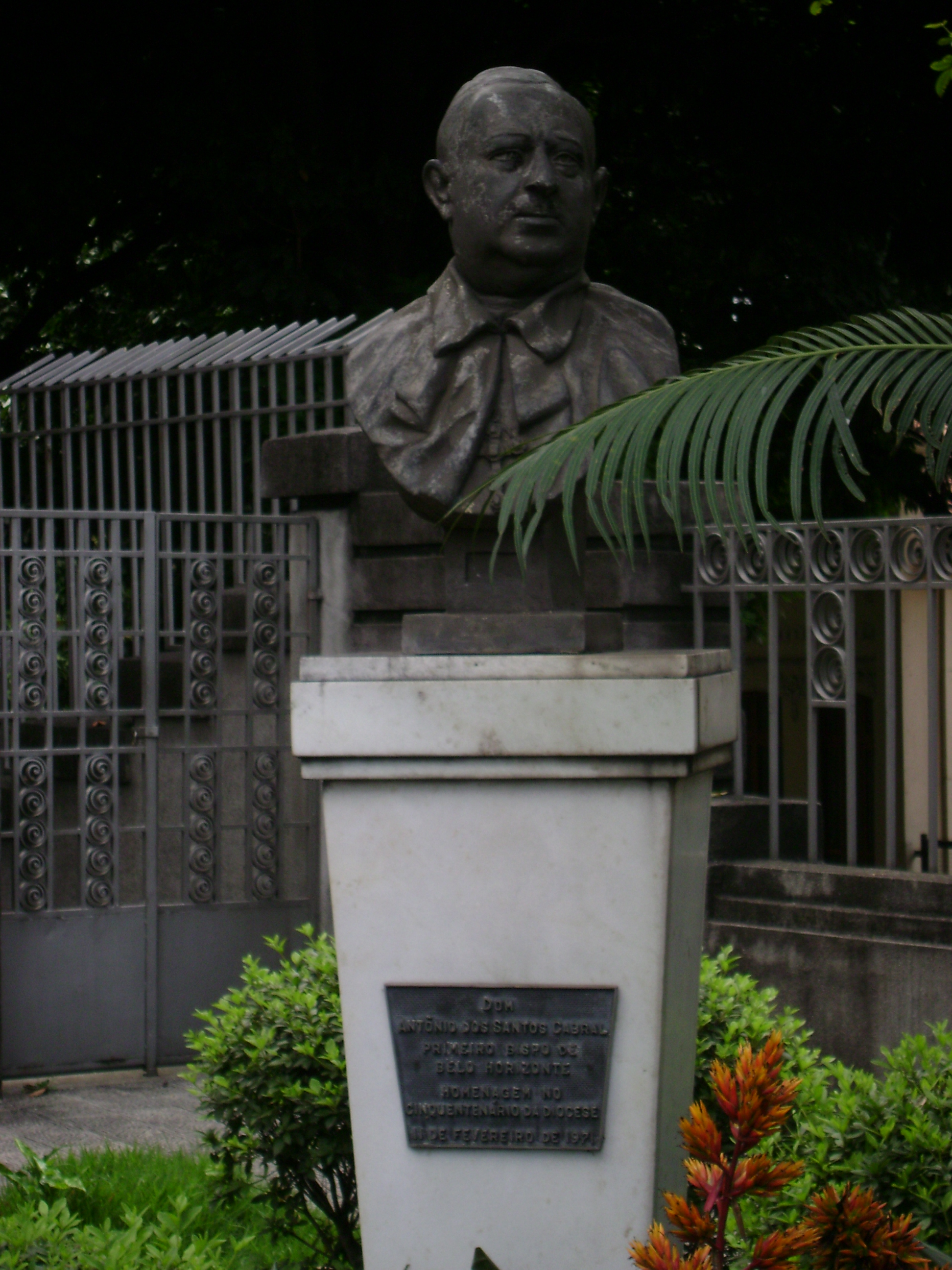
Büste von Antônio dos Santos Cabral

Antônio dos Santos Cabral (* 8. Oktober 1884 in Propriá, Sergipe; † 15. November 1967 in Belo Horizonte, Minas Gerais) war der erste Bischof, ab 1924 Erzbischof von Belo Horizonte.

## Leben
Antônio dos Santos Cabral empfing am 1. November 1907 die Priesterweihe. Er war zunächst als Pfarrer in seiner Heimatstadt tätig, ehe er zum Kanonikus des Domkapitels von Aracaju ernannt wurde. Papst Pius X. verlieh ihm im Januar 1914 den Titel eines Monsignore. 
Bereits im April 1916 und im Juni 1917 bot ihm Papst Benedikt XV. das Amt des Bischofs von Natal an, doch Cabral lehnte zweimal ab. Am 1. September 1917 nahm er die erneute Ernennung zum Bischof von Natal schließlich an. Die Bischofsweihe erhielt er am 14. April 1918 von Joaquim Kardinal Arcoverde de Albuquerque Cavalcanti, Erzbischof von São Sebastião do Rio de Janeiro. Mitkonsekratoren waren der spätere Kardinal Sebastião Leme da Silveira Cintra, Erzbischof von Olinda, sowie Cláudio José Gonçalves Ponce de Leão, emeritierter Erzbischof von Porto Alegre. In Natal veranlasste er sofort den Bau eines Priesterseminars sowie der neuen Kathedrale. Im November 1921 wurde er zum ersten Bischof des neuerrichteten Bistums Belo Horizonte ernannt. Die Inthronisation erfolgte am 30. April 1922.
Papst Pius XI. erhob das Bistum am 1. Februar 1924 zum Erzbistum und Cabral wurde Erzbischof von Belo Horizonte. Dort zeigte er dieselbe Tatkraft wie schon in Natal. Er sah die Eucharistie als lebenspendendes Instrument, was sich auch in seinem Wahlspruch für sein Bischofswappen, Per Eucharistiam Vivat in nobis Christus, ausdrückte. Im Dezember 1958 gründete er die Pontifícia Universidade Católica de Minas Gerais.
Dom Cabral nahm nicht am Zweiten Vatikanischen Konzil teil, wohl auch aus gesundheitlichen Gründen. Er starb im November 1967.